# توماس پرت (تدوین‌گر)
توماس پرت (انگلیسی: Thomas Pratt ‏ ۸ نوامبر ۱۸۹۸ - ۴ اوت ۱۹۷۳) یک تدوین‌گر فیلم اهل ایالات متحده آمریکا بود.

## گزیده فیلم‌شناسی
- ترور (فیلم ۱۹۲۸) (۱۹۲۸)
- قماربازان (فیلم ۱۹۲۹) (۱۹۲۹)
- کوسه ببری (فیلم) (۱۹۳۲)
- خیابان ۴۲ (فیلم) (۱۹۳۳)
- مردگان متحرک (فیلم ۱۹۳۶) (۱۹۳۶)
- زیرزمین (۱۹۴۱)

## پیوند یه بیرون
- imdb biography page